# Asela de los Santos Tamayo
Asela de los Santos Tamayo (Santiago de Cuba, Cuba, 10 de septiembre de 1929 - La Habana, Cuba, 23 de enero de 2020) fue una maestra, líder revolucionaria y política cubana. Fue cofundadora y secretaria general de la Federación de Mujeres Cubanas (FMC). Se desempeñó como Viceministra y luego primera Ministra de Educación (1976-1984) en el Gobierno de Fidel Castro.

## Biografía

### Primeros años de vida
De los Santos nació el 10 de septiembre de 1929 en Santiago de Cuba, Cuba.
De los Santos estudió para ser profesora en la Universidad de Oriente, en su natal Santiago de Cuba.
Como estudiante, de los Santos se volvió políticamente activa contra la Dictadura de Fulgencio Batista (1952-1958), que estaba alineada con Estados Unidos.

### Actividad revolucionaria
Después del ataque al Cuartel Moncada en 1953 efectuado por el Movimiento 26 de Julio, que desencadenó la Revolución Cubana, de los Santos se unió al Ejército Rebelde cubano. Ayudó a los combatientes sobrevivientes de la acción del Cuartel Moncada y enseñó a los soldados analfabetos a leer.
En noviembre de 1956, de los Santos fue una de las organizadoras de una acción armada en Santiago de Cuba, luego en 1957 transportó combatientes para unirse a Fidel Castro en la cordillera de la Sierra Maestra con sus compañeras revolucionarias Celia Sánchez y Vilma Espín.
En la Feria del Libro de La Habana de 2012, de los Santos dijo sobre esta época que:

Allí, en las montañas y en los grupos clandestinos, la igualdad y la fraternidad, la solidaridad y la amistad, la verdad y la justicia, el trabajo, la generosidad y el respeto a la dignidad humana prevalecieron sobre la mediocridad, la mezquindad, el egoísmo y los prejuicios de todo tipo impuestos por la esclavitud, arraigados en la mente y el comportamiento durante siglos de dominio colonial.

### Funciones gubernamentales
Tras el triunfo de la Revolución Cubana, de los Santos asumió la responsabilidad de la educación en toda la provincia de Oriente. De 1966 a 1970, fue directora de educación de las Fuerzas Armadas Revolucionarias de Cuba, con el grado de Capitán, y organizó la educación tanto de los niños rurales en las escuelas locales reabiertas como de todos los soldados analfabetos en los grupos de estudio de combate.
De los Santos fue una de las miembros fundadoras del Partido Comunista de Cuba, sirvió en el Comité Central del Partido durante tres períodos (1975-1991) y fue designada por Raúl Castro para servir como Viceministra de Educación en 1974, y luego como Ministra de Educación en 1979. En estos roles jugó un papel central en el Programa Nacional de Alfabetización Cubano.
Junto con Vilma Espín, de los Santos fue cofundadora de la Federación de Mujeres Cubanas (FMC), fundada en 1960, y se desempeñó como secretaria general de la organización. En 1960, cuando los ingenios azucareros y los campos de caña de azúcar estaban siendo atacados en toda Cuba, poco antes de la invasión de Bahía de Cochinos, la Federación de Mujeres Cubanas creó las Brigadas de Respuesta Médica de Emergencia para movilizar a las mujeres contra la contrarrevolución. También fue miembro de la dirección nacional de la Asociación de Combatientes de la Revolución Cubana (ACRC).
En enero de 1966, de los Santos asistió a la Conferencia Tricontinental de Pueblos de África, Asia y Latinoamérica en La Habana, Cuba.

### Casamiento
De los Santos se casó con José Ramón Fernández Álvarez, también miembro fundador del Partido Comunista de Cuba y comandante de las defensas cubanas durante la invasión de Bahía de Cochinos en abril de 1961. Se le concedió el título de Héroe de la República de Cuba. Enviudó en 2019.

### Vida posterior
Cuando su compañera Vilma Espín murió en 2007, de los Santos habló en su funeral.
En 2009, de los Santos fue galardonado con la Orden Playa Girón.
Tras la muerte de Fidel Castro en 2016, Raúl Castro la nombró Cátedra Honoraria de Estudio del Pensamiento y la Obra de Fidel Castro, cuyo objetivo era "promover el legado" del exlíder cubano.

### Muerte
De los Santos murió el 23 de enero de 2020, en La Habana, a los 90 años. Su funeral estuvo presidido por Raúl Castro, entonces Primer Secretario del Partido Comunista de Cuba, y Miguel Díaz-Canel Bermúdez, Presidente de la República de Cuba. Sus cenizas fueron enterradas en el Panteón de los Veteranos en la Necrópolis de Colón, en el Vedado, La Habana.